# 북한이탈주민의 날
북한이탈주민의 날은 대한민국의 법정 기념일이다. 날짜는 7월 14일이다.

## 유래
북한이탈주민의 보호 및 정착지원에 관한 법률이 1997년 7월 14일에 시행되었다는 의미에서 2024년 5월 20일에 기념일로 제정되었다.